# 하만복
하만복(河萬濮, 1911년 ~ 1965년 8월 2일 )은 제2대 국회의원을 지낸 대한민국의 정치인이다. 민족일보 사장을 지내다가 사형당한 언론인 조용수의 외삼촌이다.

## 약력
- 한문 수학
- 남조선과도입법의원 의원
- 반민족행위자특별조사위원회 위원

## 역대 선거 결과
|  | 17.52% |

|  | 21.96% |

|  | 19.36% |

|  | 15.05% |

## 참고자료
- 하만복 - 대한민국헌정회
- 윤성효 (2000년 10월 11일). “'미래 내다 본 언론인' 조용수를 아시나요 - <민족일보>사장 지내다 62년 국보법위반으로 억울한 죽음”. 오마이뉴스. 2008년 1월 29일에 확인함.